# Baeoencyrtus platys
Baeoencyrtus platys är en stekelart som beskrevs av De Santis 1964. Baeoencyrtus platys ingår i släktet Baeoencyrtus och familjen sköldlussteklar. Inga underarter finns listade.